# Dampfbier

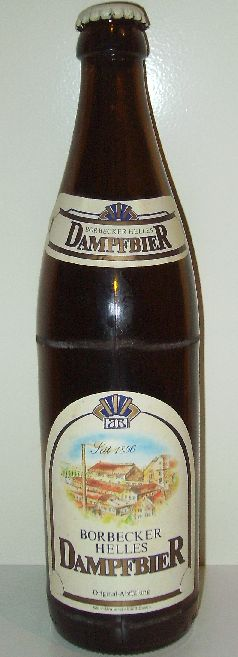
Dampfbier der Dampfbierbrauerei Essen-Borbeck

Dampfbier zählt zu den obergärigen Biersorten. Es wird bei höheren Umgebungstemperaturen bei 18 bis 20 °C vergoren. Der Name wird auf den stark schäumenden Gärvorgang zurückgeführt, bei dem die Schaumbläschen schnell platzen und eine dampfartige Zone sich über dem Gärschaum entwickelt. Einige Brauer der Gründerzeit Ende des 19. Jahrhunderts titulierten ihr Bier ebenfalls als „Dampfbier“, da sie eine Dampfmaschine bei der Bierherstellung benutzen. Sie drückten mit dem Namensbestandteil Fortschritt und Modernität aus.

## Herkunft und Brauart
Dampfbier war im Rheinland, in Westfalen und Bayern bis Ende des 19. Jahrhunderts weit verbreitet und wurde wegen der kostengünstigen Brauweise als „Arme-Leute-Bier“ bezeichnet. 
Zum Brauen wurde vorwiegend Gerstenmalz genutzt und nur wenig karamellisiertes Malz zugesetzt. Der Gärprozess wurde mit überschüssiger Hefe aus Weißbierbrauereien gestartet. Aus Kostengründen wurde meist selbstangebauter Hopfen („Hinterhofhopfen“) zugesetzt. Das Bier wurde nicht pasteurisiert und zur Verbesserung der Haltbarkeit in tiefgelegenen Kellern oder  Felsenkellern gelagert. Der geringe Hopfengehalt führte zu einem phenolischen (an Gewürznelken erinnernden), mitunter leicht rauchigen Geschmack.

## Niedergang und Wiederbelebung
Die Herstellung von Dampfbier hat sich im Bereich des Bayerischen Waldes am längsten erhalten und wurde Anfang des 20. Jahrhunderts eingestellt. In den 1980er und 1990er Jahren haben einige Brauereien in Bayern und Nordrhein-Westfalen diese Biersorte wieder auf den Markt gebracht.
In Amerika hat sich unabhängig vom deutschen Dampfbier eine vergleichbare Brauart in der Region von San Francisco entwickelt. Auch hierbei wurden Gerste und selbstgezogener Hopfen als regional verfügbare Ausgangsstoffe eingesetzt.

## Nachweise
1. ↑  Erste Oberländische Dampfbierbrauerei Bad Lobenstein: Chronik der Brauerei, abgerufen am 28. April 2013
2. ↑  1. Dampfbierbrauerei Zwiesel: Dampfbier, abgerufen am 28. April 2013